# Some Might Say
Some Might Say è un singolo della band inglese Oasis pubblicato nell'aprile 1995 e successivamente inserito nell'album (What's the Story) Morning Glory?. Fu il primo singolo del gruppo ad arrivare alla prima posizione nella classifica di vendita britannica, inaugurando una striscia di 10 anni di singoli di lancio degli album degli Oasis arrivati al primo posto delle chart.
Il capo della Creation Records Alan McGee voleva inizialmente includere il brano Acquiesce in (What's the Story) Morning Glory? e pubblicarlo come primo singolo dell'album al posto di Some Might Say. Noel Gallagher si oppose all'idea, sostenendo che non era disposto a scrivere un altro lato b.
Il testo originale del brano, scritto su un foglio di block notes, è conservato all'Hard Rock Cafe di Parigi.
Il brano fu prodotto da Owen Morris e Noel Gallagher, che ne è anche l'autore. È l'ultimo in cui compare alla batteria Tony McCarroll, in seguito allontanato dal gruppo e sostituito da Alan White. McCarroll viene citato nei ringraziamenti, mentre già due giorni dopo l'uscita del singolo fu White a comparire alla batteria nell'esibizione a Top of the Pops.
La canzone fa parte della tracklist dei videogiochi musicali Guitar Hero World Tour e Guitar Hero: On Tour Decades.

## Video
La canzone non ha un videoclip vero e proprio, giacché Liam Gallagher, durante la fase di produzione, se ne andò dallo stage dopo aver letto lo storyboard, che evidentemente non lo soddisfaceva molto. Fu comunque prodotto ugualmente un video promozionale con spezzoni tratti dai video di Cigarettes & Alcohol e dalla versione statunitense del video di Supersonic e di Whatever.

## Tracce
1. Some Might Say
2. Talk Tonight
3. Acquiesce
4. Headshrinker

## Formazione
- Liam Gallagher – voce, tamburello
- Noel Gallagher – chitarra solista, cori
- Paul "Bonehead" Arthurs – chitarra ritmica
- Paul "Guigsy" McGuigan – basso
- Tony McCarroll – batteria, percussioni

## Classifiche
| Classifica (1995) | Posizione massima |
| ----------------- | ----------------- |
| Belgio (Vallonia) | 33                |
| Europa            | 3                 |
| Finlandia         | 9                 |
| Irlanda           | 3                 |
| Regno Unito       | 1                 |
| Svezia            | 7                 |